# Edward Ekert
Edward Ludwik Ekert (Eckert, Ekiert) (ur. 12 stycznia 1889 we Krośnie, zm. wiosną 1940 na Ukrainie) – polski nauczyciel, działacz społeczny i samorządowy, polityk, poseł na Sejm IV i V kadencji w II RP, ofiara zbrodni katyńskiej.

## Życiorys
Był synem Aleksandra i Zofii z domu Zygmunt. Uczył się w gimnazjum w Kołomyi, następnie w C. K. VI Gimnazjum we Lwowie, gdzie zdał maturę w 1907 roku. Ukończył studia na Wydziale Filozoficznym (w 1912 roku) i studia uzupełniające (1923–1926) na Uniwersytecie we Lwowie. Po studiach od września 1912 do 1914 pracował jako zastępca nauczyciela w Filii C. K. Gimnazjum w Samborze, ucząc tam języka łacińskiego i języka greckiego.
Po wybuchu I wojny światowej wstąpił do Legionów Polskich. W latach 1914–1917 służył w 1 pułku piechoty (był ranny). Po kryzysie przysięgowym został wcielony do armii austriackiej i walczył na froncie włoskim. W latach 1918–1920 walczył ochotniczo w Wojsku Polskim (w stopniu podporucznika).
Po wojnie powrócił do pracy w macierzystej szkole, przemianowanej na II Państwowe Gimnazjum im. Mikołaja Kopernika w Samborze, ucząc w nim historii w latach 1923–1926 oraz w latach 30. jako nauczyciel stały. Podczas choroby dyrektora gimnazjum, Wawrzyńca Borka, pełnił obowiązki kierownika szkoły od 3 lutego do 1 kwietnia 1932, a po śmierci dyrektora, był kierownikiem gimnazjum od 5 kwietnia, w lipcu tego roku został przydzielony do pracy w Radzie Szkolnej Powiatowej, a w grudniu tego roku przywrócony do służby w II Gimnazjum w Samborze z jednoczesnym przeniesieniem na urlop celem poratowania zdrowia od 1 grudnia 1932 do końca roku szkolnego 1932/1933. W roku szkolnym 1933/1934 ponownie uczył w Gimnazjum. Pełnił szereg funkcji społecznych, m.in.: prezesa okręgowego Związku Legionistów, przez wiele lat prezesa Zarządu Powiatowego Związku Strzeleckiego, członka Rady Miejskiej w Samborze, sekretarza rady powiatowej BBWR, prezesa oddziału Związku Legionistów Polskich. oraz Federacji Polskich Związków Obrońców Ojczyzny w Samborze, członka Związku Zawodowego Nauczycieli Szkół Średnich.
W wyborach parlamentarnych w 1935 roku został wybrany posłem na Sejm IV kadencji (1935–1938) 45 378 głosami z listy państwowej z okręgu nr 76, obejmującego powiaty: samborski, dobromilski i turczański. Pracował w komisjach: oświatowej i wojskowej. W wyborach parlamentarnych w 1938 roku został ponownie wybrany posłem na Sejm V kadencji (1938–1939) z tego samego okręgu (nr 76). W kadencji tej należał do klubu OZN. Pracował w komisjach: oświatowej (której był przewodniczącym) i wojskowej.
Po wybuchu II wojny światowej i agresji ZSRR na Polskę z 17 września 1939 został aresztowany przez NKWD jesienią 1939. Został uwięziony w więzieniu „Brygidki” we Lwowie. Jego nazwisko znalazło się na tzw. Ukraińskiej Liście Katyńskiej opublikowanej w 1994 (został wymieniony na liście wywózkowej 55/2-29 oznaczony numerem 3355). Został pochowany na otwartym w 2012 Polskim Cmentarzu Wojennym w Kijowie-Bykowni.

## Ordery i odznaczenia
- Krzyż Oficerski Orderu Odrodzenia Polski (11 listopada 1937)[12]
- Krzyż Niepodległości (9 listopada 1931)[13]
- Krzyż Walecznych (1921)[9]
- Złoty Krzyż Zasługi (1938)[14][15]